# Eupithecia coriolutea
Eupithecia coriolutea là một loài bướm đêm trong họ Geometridae.